# Deens koningshuis

Wapen van het Deense koningshuis, in gebruik sinds 2025. In vergelijking met de vorige vlag is er meer aandacht voor Groenland (ijsbeer) en de Faroër (de ram)

Historisch wapen van het Deense koningshuis, in gebruik van 1972 tot 2024

Het huidige  koningshuis van Denemarken is de dynastie Sleeswijk-Holstein-Sonderburg-Glücksburg.

## De leden
Hieronder volgen de huidige leden van de koninklijke familie van Denemarken, inclusief titels:
- Margrethe II van Denemarken, voormalig koningin van Denemarken
  - Frederik X van Denemarken, koning van Denemarken
  - Mary Elizabeth Donaldson, koningin van Denemarken
    - Christian Valdemar Henri John, kroonprins van Denemarken, graaf van Monpezat
    - Isabella Henrietta Ingrid Margrethe, prinses van Denemarken, gravin van Monpezat
    - Vincent Frederik Minik Alexander, prins van Denemarken, graaf van Monpezat
    - Josephine Sophia Ivalo Mathilda, prinses van Denemarken, gravin van Monpezat

  - Joachim Holger Waldemar Christiaan, prins van Denemarken, graaf van Monpezat
  - Marie Agathe Odile, prinses van Denemarken, Gravin van Monpezat
    - Nikolai William Alexander Frederik, graaf van Monpezat
    - Felix Henrik Valdemar Christian, graaf van Monpezat
    - Henrik Carl Joachim Alain graaf van Monpezat
    - Athena Marguerite Françoise Marie, gravin van Monpezat
- Benedikte Astrid Ingeborg Ingrid, prinses van Denemarken

#### Koningin Margrethe II
Margrethe Alexandrine Þórhildur Ingrid is de voormalige koningin van Denemarken. Ze is geboren op 16 april 1940 als de oudste dochter van koning Frederik IX en zijn vrouw koningin Ingrid. In 1972 erfde ze de troon na de dood van haar vader. Ze was toen 31 jaar oud. Ze deed afstand van de troon op 14 januari 2024 ten voordele van haar zoon, Frederik X.

#### Koning Frederik X
Frederik André Henrik Christian (26 mei 1968) is de oudste zoon en het eerste kind van Margrethe II. Hij is sinds de abdicatie van zijn moeder (14 januari 2024) koning van Denemarken.

#### Koningin Mary
Mary Elizabeth (5 februari 1972) is de echtgenote van koning Frederik X. Ze is koningin van Denemarken.

#### Kroonprins Christian
Christian Valdemar Henri John (15 oktober 2005) is de oudste zoon van koning Frederik X en koningin Mary. Hij is daarmee kroonprins van Denemarken en 1e in de lijn van troonopvolging. In Denemarken is het traditie dat de koningen om en om de namen Christian en Frederik dragen.

#### Prinses Isabella
Isabella Henrietta Ingrid Margrethe (21 april 2007) is het 2e kind en de oudste dochter van koning Frederik X en koningin Mary.

#### Prins Vincent
Vincent Frederik Minik Alexander (8 januari 2011) is het 3e kind van de koning en koningin.

#### Prinses Josephine
Josephine Sophia Ivalo Mathilda (8 januari 2011) is het 4e kind van het koningspaar.

#### Prins Joachim
Joachim Holger Waldemar Christiaan (7 juni 1969) is de 2e zoon van de voormalige koningin Margaretha II en haar man prins-gemaal Henrik. Hij draagt de titels prins van Denemarken en graaf van Monpezat.

#### Prinses Marie
Marie Agathe Odile (6 februari 1976) is de 2e echtgenote van prins Joachim. Ze is prinses van Denemarken en gravin van Monpezat.

#### Graaf Nikolai
Nikolai William Alexander Frederik (28 augustus 1999) is het oudste kind van prins Joachim en zijn 1e vrouw Alexandra, gravin van Frederiksborg. De prinselijke staat van prins Nikolai eindigde door een besluit van koningin Margrethe II op 1 januari 2023.

#### Graaf Felix
Felix Henrik Valdemar Christian (22 juli 2002) is de tweede zoon van prins Joachim en Alexandra Christina. De prinselijke staat van prins Felix eindigde door een besluit van koningin Margrethe II op 1 januari 2023.

#### Graaf Henrik
Henrik Carl Joachim Alain (4 mei 2009) is het oudste kind van prins Joachim en zijn 2e echtgenote prinses Marie. De prinselijke staat van prins Henrik eindigde door een besluit van koningin Margrethe II op 1 januari 2023.

#### Gravin Athena
Athena Marguerite Françoise Marie (24 januari 2012) is het 2e kind van prins Joachim en prinses Marie. De prinselijke staat van prinses Athena eindigde door een besluit van koningin Margrethe II op 1 januari 2023.

#### Prinses Benedikte
Benedikte Astrid Ingeborg Ingrid (29 april 1944) is de 2e dochter van koning Frederik IX en zijn vrouw koningin Ingrid. Ze is een jongere zuster van de voormalige koningin Margaretha II.

## Troonopvolging
De huidige lijn van troonopvolging is:
- Koning Frederik X
  - 1 Prins Christian
  - 2 Prinses Isabella
  - 3 Prins Vincent
  - 4 Prinses Josephine
- 5 Prins Joachim
  - 6 Graaf Nikolai
  - 7 Graaf Felix
  - 8 Graaf Henrik
  - 9 Gravin Athena
- 10 Prinses Benedikte

## Geschiedenis
Het Deense Koninklijk Huis kan terug naar Gorm de Oude en zijn zoon Harald I blauwtand worden getraceerd. De laatste kan worden gedateerd en ligt met zekerheid vast toen hij Denemarken verenigde. De twee grote lijnen van het Deense Koninklijk Huis zijn "het Huis Oldenburg" en "het Huis Glücksborg". De eerste vertegenwoordiger van het Huis Oldenburg werd koning in 1448, en de laatste koning van het Huis Oldenburg was Koning Frederik VII, toen hij geen erfgenaam voor de troon had. In 1863, werd de eerste vertegenwoordiger van het Huis Glücksborg koning. De huidige Koninklijke familie heeft haar directe afstammelingen van dit Koninklijk Huis.